# Горлаго
Горлаго (итал. Gorlago) је насеље у Италији у округу Бергамо, региону Ломбардија.
Према процени из 2011. у насељу је живело 4898 становника. Насеље се налази на надморској висини од 236 м.

## Становништво
| 1936. | 1951. | 1961. | 1971. | 1981. | 1991. | 2001. | 2011. |
| ----- | ----- | ----- | ----- | ----- | ----- | ----- | ----- |
| 2.502 | 3.126 | 3.211 | 3.501 | 3.631 | 4.124 | 4.607 | 5.028 |